# Список картин Джона Милле

## 1840—1849
- ок. 1840 — Going to Church
- ок. 1840 — Борцы / The Wrestlers
- 1842 — «Воспоминание о Веласкесе» / A Souvenir of Velazquez
- ок. 1843 — «Испанский джентльмен» / A Spanish Gentleman (after John Jackson’s `Shylock')
- 1846 — «Писарро берет в плен перуанских инков» / Pizarro Seizing the Inca of Peru
- 1847 — The Artist Attending the Mourning of a Young Girl
- 1847—1848 — «Кимон и Ифигения» / Cymon and Iphigenia (Художественная галерея леди Левер, Ливерпуль[1])
- 1848 — Serjeant Ralph Thomas
- 1848 — «Смерть Ромео и Джульетты» / The Death of Romeo and Juliet) (Художественная галерея Манчестера)
- 1848—1849 — «Изабелла» или «Лоренцо и Изабелла» / Isabella, Lorenzo and Isabella (Художественная галерея Уолкера, Ливерпуль[2])
- 1849 — A Maid Offering a Basket of Fruit to a Cavalier
- 1849 — Charles I and his Son in the Studio of Van Dyck
- 1849 — «Портрет джентльмена с внучкой (Джеймс Уайетт и его внучка, Мэри Уайетт)» / Portrait of a Gentleman and his Grandchild (James Wyatt and his Granddaughter, Mary Wyatt)

- «Кимон и Ифигения»
- «Изабелла»

## 1850—1859
- 1850 — Миссис Уайетт с дочерью Сарой / Mrs James Wyatt Jr and her Daughter Sarah
- 1850 — «Томас Кум» / Thomas Combe
- 1850 — «Фердинанд, соблазняемый Ариэлем» / Ferdinand Lured by Ariel
- 1850 — «Христос в родительском доме» / Christ In The House Of His Parents
- 1850 — «Портрет Уилки Коллинза» / Portrait of Wilkie Collins (Национальная портретная галерея (Лондон))
- 1850 — «Канун дня св. Агнессы» / The Eve of St. Agnes
- 1851 — «Подружка невесты» / The Bridesmaid (Музей Фицуильяма, Кембридж)
- 1851 — The Return of the Dove to the Ark
- 1851 — «Дочь дровосека» / The Woodman’s Daughter
- 1851 — «Мариана» / Mariana
- 1852 — «Гугенот» / A Huguenot[3]
- 1852 — «Офелия» или «Смерть Офелии»[4] / Ophelia (галерея Тейт, Лондон[5])
- 1853 — The Proscribed Royalist (коллекция Эндрю Ллойда Уэббера[6])
- 1853 — «Приказ об освобождении» / The Order of Release) (Галерея Тейт, Лондон[7])
- 1853—1854 — «Джон Рёскин» / John Ruskin
- 1854 — Waiting
- 1854 — The Violet’s Message
- 1855 — «Странствующие мысли» / Wandering Thoughts (Художественная галерея Манчестера[8])
- 1855 — «Спасение» / The Rescue (Национальная галерея Виктории, Мельбурн, Австралия)
- 1856 — «Мир заключён» (Миннеаполис[9])
- 1856 — «Осенние листья» / Autumn Leaves
- 1856 — «Слепая» / The Blind Girl (Музей и художественная галерея Бирмингема])
- 1856 — «Дитя полка» / фр. L'Enfant du Regiment (Центр Британских искусств при Йельском университете, Коннектикут)
- 1857 — «Сэр Изюмбрас» / A Dream of the Past: Sir Isumbras at the Ford
- 1857 — «Побег еретички» / The Escape of a Heretic
- 1857 — «Софи Грей» / Sophie Gray
- 1857—1858 — «Только локон» / Only a Lock of Hair (Художественная галерея Манчестера[10])
- 1859 — «Весна» или «Цветущая яблоня» / Spring или Apple Blossoms (Художественная галерея леди Левер, Ливерпуль)
- 1859 — «Долина покоя» / The Vale of Rest (галерея Тейт, Лондон[11])
- 1859 — Meditation

- «Сэр Изюмбрас»
- «Портрет Уилки Коллинза»
- «Офелия»
- «Гугенот»
- «Долина покоя»
- The Return of the Dove to the Ark
- «Слепая»
- «Джон Рёскин»

## 1860—1869
- ок. 1860 — «Эффи Грей» / Effie Gray
- 1860 — «Чёрный брауншвейгский гусар» / The Black Brunswicker (Художественная галерея леди Левер, Ливерпуль[12])
- 1860—1862 — «Выкуп» / The Ransom
- 1862 — «Верь мне» / Trust Me
- 1863 — «Канун дня св. Агнессы» / The Eve of St. Agnes
- 1864 — «Моя вторая проповедь» / My Second Sermon (Музей Виктории и Альберта, Лондон)
- 1864 — ‘Leisure hours’
- 1865 – «Жанна Д’Арк» / Joan of Arc
- 1865 — «Эсфирь» / Esther (в частной коллекции)
- 1865 — «Менуэт» / The Minuet
- 1865 — Waking
- 1867 — «Иеффай» / Jephthah
- 1868 — «Ванесса» / Vanessa
- 1868 — «Стелла» / Stella (Художественная галерея Манчестера)
- 1868 — «Сестры» / Sisters

- «Черный брауншвейгский гусар»
- Effie Gray
- «Иефеай»

## 1870—1879
- 1870 — «Детство Рэли» / The Boyhood of Raleigh (Галерея Тейт, Лондон[13])
- 1870 — «Странствующий рыцарь» / The Knight Errant
- 1870 — «Наводнение» / A Flood (Художественная галерея Манчестера[14])
- 1871 — «Солуэйская мученица Маргарет Уилсон»[15] / Martyr of the Solway (Художественная галерея Уолкера, Ливерпуль[16])
- 1871 — «Лунатик» / The Somnambulist (Болтонский музей и архивы, Болтон, Ланкашир)
- 1871 — Victory O Lord! (Художественная галерея Манчестера[17])
- 1872 — Hearts are Trumps
- 1872 — ‘Oh! that a dream so sweet, so long enjoy’d, Should be so sadly, cruelly destroy’d’ -Moore’s ‘Lalla Rookh’[18]
- 1873 — «Дрова на зиму» / Winter Fuel (Художественная галерея Манчестера[19])
- 1873 — «Портрет Эффи Милле» / Portrait of Effie Millais
- 1873 — «Госпожа Бишофсгейм» / Mrs. Bischoffsheim
- 1874 — «Северо-Западный проход» / The North-West Passage (Галерея Тейт, Лондон)
- 1874 — «Мисс Эвелин Теннант» / Miss Eveleen Tennant
- 1876 — Mrs Leopold Reiss (Художественная галерея Манчестера[20])
- 1875 — «Королевский гвардеец»
- 1875 — «Октябрьский холод» / Chill October (коллекция Эндрю Ллойда Уэббера[21])
- 1876 — The Sound of Many Waters
- 1877 — A Yeoman of the Guard
- 1878 — «Джерсейская Лилия» / A Jersey Lily
- 1878 — «Принцы в Тауэре»[22] / The Princes in the Tower
- 1879 — «Уильям Гладстоун» / William Gladstone
- 1879 — Cherry Ripe

- «Уильям Гладстоун»
- Cherry Ripe
- «Странствующий рыцарь»
- «Джерсейская Лилия», портрет Лилли Лэнтгри (англ. Lillie Langtry)
- «Солуэйская мученица Маргарет Уилсон»[15]
- «Наводнение»
- «Северо-Западный проход»
- «Принцы в Тауэре»[22]

## с 1880
- 1880 — «Дайана Вернон» / Diana Vernon
- 1880 — «Джеймс Фрезер» / James Fraser (Художественная галерея Манчестера[23])
- 1880 — Автопортрет / Self-Portrait
- 1881 — «Альфред Теннисон» / Alfred Tennyson
- ок. 1881—1882 — The Captive
- 1883 — «Генри Ирвинг» / Henry Irving, Esq
- 1884 — An Idyll of 1745 (Художественная галерея леди Левер, Ливерпуль[24])
- 1885 — The Ruling Passion
- 1886 — «Мыльные пузыри» / Bubbles (Художественная галерея леди Левер, Ливерпуль)
- 1886 — Mercy: St Bartholomew’s Day
- 1886 — «Порция» / Portia
- 1887 — «Гнездо» / The Nest (Художественная галерея леди Левер, Ливерпуль[25])
- 1888 — «Серая леди» / The Grey Lady
- 1890 — Dew-Drenched Furze
- 1890 — «Взошла луна, но то не ночь»[26] / `The Moon is Up, and Yet it is not Night'
- 1890 — Lingering Autumn (Художественная галерея леди Левер, Ливерпуль[27])
- 1890 — Glen Birnam (Художественная галерея Манчестера[28])
- 1890—1891 — ‘The Little Speedwell’s Darling Blue’[29]
- 1894—1895 — St Stephen
- 1894—1895 — ‘Speak! Speak!’
- 1895 — A Disciple

- «Порция» (Кейт Долан)
- Автопортрет